# Florence Kate Upton

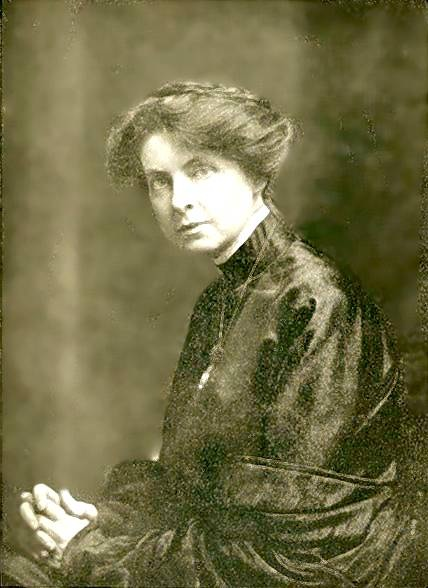
Florence Kate Upton

Florence Kate Upton (Flushing, New York, 2 februari 1873 - Londen, 16 oktober 1922) was een Amerikaans kunstschilderes en illustrator van kinderboeken. Ze schilderde rond 1900 enige zomers in de omgeving van Egmond, bij de Egmondse School.

## Leven en werk
Upton werd geboren in de Verenigde Staten als dochter van Engelse emigranten. Ze volgde tekenlessen aan de National Academy of Design. Toen haar vader plotseling overleed keerde ze met haar moeder terug naar Engeland, waar ze als illustrator ging werken, met veel succes, onder andere voor Punch, The Idler en The Strand Magazine. Grote bekendheid verwierf ze aan het einde van de negentiende eeuw door haar illustraties bij de Golliwog-kinderboeken, over de avonturen van een 'negerpop'.
Rond 1900 schilderde Upton een aantal zomers in Egmond aan Zee, waar ze aansloot bij de 'Art Summer School' van George Hitchcock, met wie ze goed bevriend werd. In de stijl van de Egmondse School maakte ze in deze periode diverse schilderwerken van typisch Hollandse taferelen, in een stijl die doet denken aan de Haagse School. Ze stond bekend als bijzonder perfectionistisch in haar werk.
Op latere leeftijd raakte Upton sterk geïnteresseerd in spiritisme. Ze overleed in 1922 na een operatie, 49 jaar oud.

## Galerij

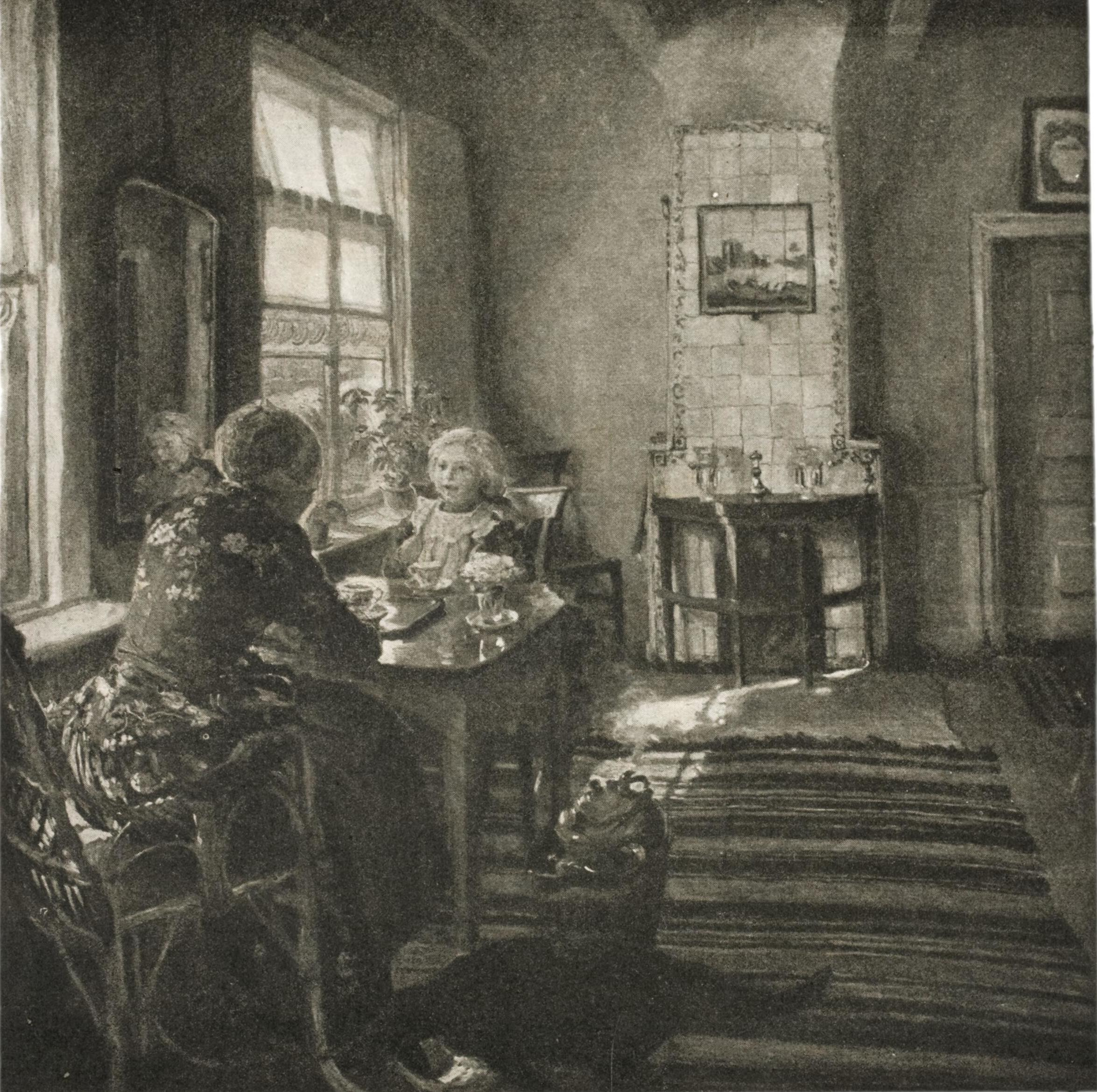
De gele kamer, Egmond
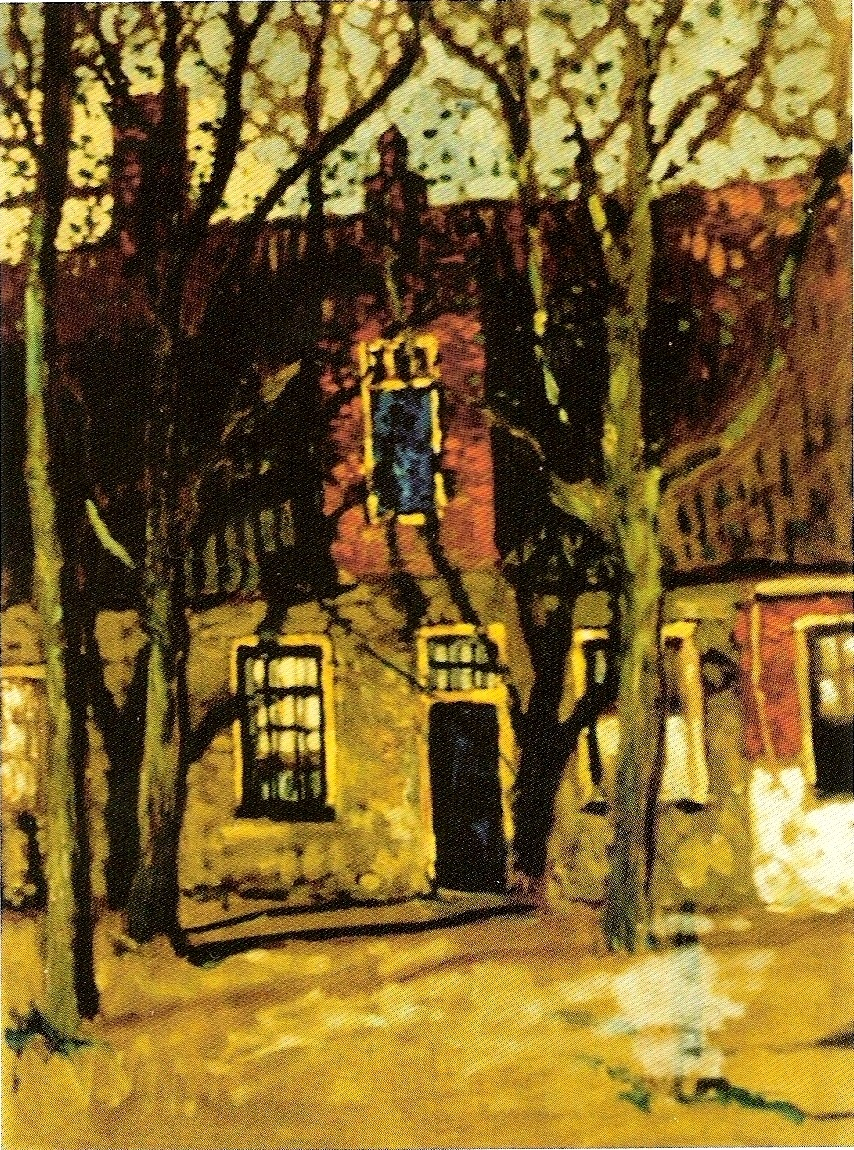
Kanunniken huisjes, Egmond
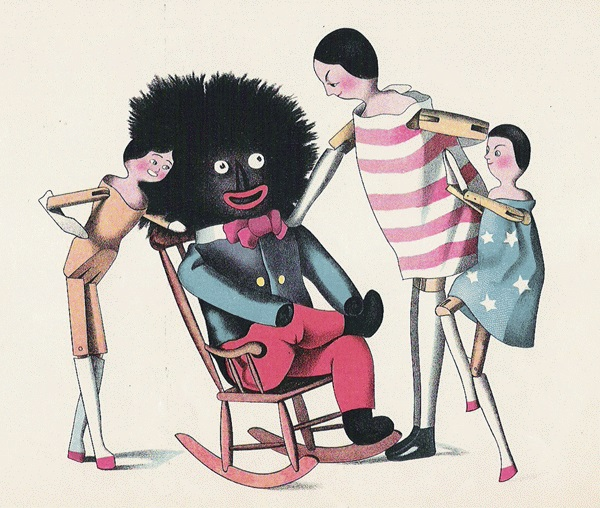
Illustratie uit 'Golliwog'